# Le Café du pont
Pour plus de détails, voir Fiche technique et Distribution.
Le Café du pont est un film français réalisé par Manuel Poirier, sorti en 2010. C'est une adaptation de l'autobiographie éponyme de Pierre Perret parue en 2005.

## Synopsis
Printemps 1947, dans le sud-ouest de la France, Pierrot, une douzaine d'années, pêche avec joie des petits goujons dans un canal. Fier de sa pêche, il rentre chez lui et retrouve ses parents qui consacrent beaucoup de leur temps et toute leur énergie à leur café, « Le Café du pont », où viennent ouvriers et mariniers.
Pierrot et son petit frère grandissent dans le contexte du café, avec ses habitués, dans une famille modeste, unie et heureuse qui a connu les restrictions de la guerre et l'occupation allemande. Malgré les traites à payer et tout le travail que demande le café à ses parents, son père rêve de faire construire une grande salle de bal. Mais un jour, chez le docteur, le père de Pierrot va apprendre que sa femme, qui s'est trop usée au travail, doit se reposer. Et même si le café du pont est toute leur vie, la mère de Pierrot doit s'arrêter de travailler…

## Fiche technique
- Titre : Le Café du pont
- Réalisation : Manuel Poirier
- Décors : Isabelle Quillard
- Photographie : Sergio Dell Amico
- Producteur : Christophe Cervoni
- Société de distribution : Le Pacte
- Pays de production :  France
- Langue : français
- Date de sortie :
  - France : 4 août 2010

## Distribution
- Bernard Campan : Maurice Perret, un cafetier dynamique, père de Pierrot et Jeannot
- Cécile Rebboah : Claudia Perret, sa femme courageuse et son fidèle bras droit
- Thomas Durastel : Pierre Perret dit Pierrot, le fils aîné de Maurice et Claudia
- Julien Demarty : Jean Perret dit Jeannot, le fils cadet de Maurice et Claudia
- Sergi López : Le taupier
- Sacha Bourdo : Marek, un évadé polonais secouru par Maurice
- Robert Garrouste : Jules, le curé
- Bernard Le Gall : Hubert, un ami taquin du curé et des Perret
- Loïc Baylacq : Le père Coste
- Philippe Mangione : Fernand, un habitué du café du Pont
- Denis Haerens : Faure
- Philippe Escande : Marius
- Jean-Louis Reynes : Badgé
- Lucy Harrison : Clarence
- Cédrick Lanoë : Henri
- Thomas Arnaud : Dédé, un maquisard ami de Maurice
- Michel Venot : Le ramoneur
- Thierry Calas : L'instituteur méchant
- Ulrich Funke : Le lieutenant allemand
- Frédéric Guerbert : Un soldat allemand bagarreur
- Jean-Pierre Majorel : Le pêcheur matinal
- Christian Portron : Le deuxième pêcheur matinal
- Henri Carlin : le client bagarreur [1]

## Polémique avec Pierre Perret
À l'occasion de la sortie du film, Pierre Perret s'est dit "catastrophé" par cette adaptation de son livre de souvenirs, dont il a jugé que toute la "saveur originelle" avait disparu. Il a en outre regretté d'avoir été écarté du tournage, et que la musique du film ne lui ait pas été confiée.